# Florin Corodeanu
Florin Corodeanu (ur. 26 marca 1977 w Piatra Neamț w Rumunii) – rumuński rugbysta, reprezentant kraju, uczestnik Pucharu Świata w Rugby w 1999 i 2007, następnie trener.

## Kariera klubowa
Urodzony w Piatra Neamț zawodnik grać w rugby rozpoczął w wieku piętnastu lat w Jassach, a następnie przeniósł się do Bukaresztu, by grać w utytułowanym klubie Steaua, w którym występował do końca sezonu 1998/99.
W 1999 roku znalazł się we Francji w klubie Stade aurillacois występującym wówczas w pierwszej lidze francuskiej. Zespół notował słabe wyniki, zarówno w lidze, jak i w European Challenge Cup, i po dwóch latach spadł do Pro D2. Corodeanu spędził w tym klubie jeszcze jeden sezon, by przenieść się następnie do FC Grenoble awansującego z powrotem do Top 16. Przez dwa kolejne sezony drużyna nie odniosła większych sukcesów na arenach krajowych i europejskich, a w trzecim znalazła się w strefie spadkowej. Już po zakończonym sezonie okazało się, że klub ma poważne problemy finansowe – dług ponad 3,5 mln euro – i decyzją ligi w lipcu 2005 został zdegradowany do trzeciego poziomu rozgrywek, Federale 1. Zawodnik wypełniając zobowiązania kontraktowe pozostał w Grenoble, czując „moralne zobowiązanie” wobec działaczy klubu, którzy wcześniej utrzymywali dla niego miejsce w drużynie, pomimo przeciągających się kontuzji. Już w następnym sezonie drużyna powróciła do Pro D2, gdzie pozostała do końca gry Corodeanu w tym zespole.
W 2008 klub zdecydował się nie przedłużać kontraktu z zawodnikiem, napłynęły jednak inne oferty, między innymi z Bukaresztu. Ostatecznie jednak pozostał we Francji i przeniósł się do Saint Marcellin Sports, występującego w Federale 3. Następny sezon Corodeanu, ogłosiwszy zerwanie z zawodowym rugby, spędził w Beaurepaire, by występować w tamtejszym klubie Union sportive beaurepairoise. Od 2010 reprezentował barwy RC Seyssins.

## Kariera reprezentacyjna
W 1996 roku wraz z reprezentacją U-19 zdobył brązowy medal podczas mistrzostw świata w tej kategorii wiekowej. W seniorskiej kadrze zadebiutował natomiast w przegranym meczu z Francją 1 czerwca 1997 roku.
Powołany na dwa Puchary Świata: w Walii w 1999 i we Francji w 2007. Wystąpił łącznie w siedmiu meczach zdobywając jedno przyłożenie, dzięki któremu Rumuni pokonali Portugalię. Na udział w Pucharze Świata 2003 nie pozwoliła mu natomiast kontuzja łokcia odniesiona na zgrupowaniu, na które stawił się pomimo braku zgody klubu, który zagroził mu wówczas zerwaniem kontraktu.
Raz został mianowany kapitanem kadry – w czerwcu 2001 przeciwko Irlandii.
Wystąpił w dwóch edycjach IRB Nations Cup, w 2007 i 2008, wychodząc na boisko łącznie w siedmiu meczach. Był też członkiem drużyny, która trzykrotnie wygrywała Puchar Narodów Europy: w 2000, 2001-02 i 2004-06

## Życie prywatne
- Żonaty z Cristiną, dwóch synów: Denis-Alexandre i Kevin-Andrei.
- Po zakończeniu kariery zawodniczej trenował zespół z Saint-Martin-d’Hères[23][24].